# Taeyang
Dong Young-bae (hangul: 동영배; hanja: 董永培; rr: Dong Yeong-bae; MR: Tong Yŏngbae; nascido em 18 de maio de 1988), mais conhecido pelo nome artístico Taeyang (hangul: 태양; hanja: 太陽) e Sol no Japão, é um cantor, compositor, dançarino e modelo sul-coreano. Após realizar uma participação no vídeo musical da dupla Jinusean em 2001, ele tornou-se um trainee da YG Entertainment aos treze anos de idade. Após um período de cinco anos, fez sua estreia como um membro do grupo Big Bang em 2006.
Taeyang fez sua estreia como cantor solo, através do extended play (EP) Hot em 2008. O EP recebeu aclamação da crítica e venceu o prêmio de Melhor Álbum de R&B/Soul no Korean Music Awards. Seu primeiro álbum de estúdio intitulado Solar, foi lançado em julho de 2010 e vendeu mais de cem mil cópias, ele produziu os singles "I Need a Girl" e "I'll Be There". Mais tarde, Taeyang lançou Rise (2014), seu segundo álbum de estúdio, que atingiu a posição de número 112 na parada estadunidense Billboard 200, tornando-se a melhor posição de um álbum de um solista coreano. "Eyes, Nose, Lips" (hangul: 눈, 코, 입; rr: Nun, Ko, Ip) foi o primeiro single retirado do mesmo, a canção atingiu o topo da Billboard K-pop Hot 100, dando-lhe seu primeiro número um na mesma. Em agosto de 2017, seu terceiro álbum de estúdio de nome White Night foi lançado e produziu os singles "Darling" e "Wake Me Up".
Por sua música e  contribuições ao gênero R&B, Taeyang recebeu o título de "Príncipe do R&B coreano". Sua habilidades vocais são elogiadas pelos críticos de música e ele é considerado pelos mesmos, um dos melhores vocalistas de seu país.

## Biografia e carreira

### 1987–2005: Infância e adolescência
Nascido e criado em Uijeongbu, Gyeonggi, Coreia do Sul, Don Yong-bae teve seu primeiro contato com a música através do piano, onde tocava música clássica de Ludwig van Beethoven e Franz Schubert. Quando sua família enfrentou dificuldades financeiras, Dong mesmo em uma idade jovem, sentiu a necessidade de encontrar um emprego a fim de auxiliá-los. Aos doze anos, fez uma participação como ator no filme Besame Mucho (Kiss Me Much), lançado um ano depois. Em 2001 aos treze anos, Dong fez uma audição e conseguiu ser escalado para desempenhar o papel do "pequeno Sean", no vídeo musical da canção "A-yo" da dupla Jinusean. Foi através deste trabalho, que foi apresentado ao gênero hip hop e tornou-se fascinado pelo mesmo. Na ocasião, Dong conheceu Yang Hyun-suk, CEO da YG Entertainment, e pediu-lhe uma chance de se tornar um cantor. Como não obteve qualquer resposta, ele foi pessoalmente a seu escritório para conseguir seu objetivo. Dessa forma, Yang acabou lhe dando a oportunidade de realizar uma audição, onde ele foi bem sucedido e aceito a integrar a YG Entertainment como um trainee. Lá conheceu o também trainee e futuro companheiro de grupo Kwon Ji-yong.
Dong passou seus primeiros anos de trainee na YG Entertainment, realizando a limpeza do estúdio para os outros artistas da agência, além de buscar garrafas de água durante suas práticas de dança, ele admitiu mais tarde, que os artistas da época não eram amigáveis com ele ou com Kwon. Em 2003, ele forneceu os versos de rap para a canção "Player" do cantor Wheesung, faixa presente no segundo álbum deste último.

### 2006–2008: Estreia com o Big Bang e início da carreira solo
Embora Dong estivesse programado para estrear ao lado de Kwon como a dupla de hip hop GDYB (com Kwon utilizando o nome artístico de G-Dragon), o plano foi descartado pela YG Entertainment. Em vez disso, eles foram reunidos com outros quatro trainees (T.O.P, Daesung, Seungri e Hyun-seung) para formar o grupo Big Bang em 2006. Sua formação foi transmitida na televisão como um documentário e antes de sua estreia oficial, Hyun-seung foi eliminado e o grupo permaneceu sendo composto por cinco membros. Dong inicialmente estava hesitante em ser colocado em um grupo, mas acabou se sentido confortável com os outros membros. Ele escolheu utilizar o nome artístico Taeyang, que significa "sol" no idioma coreano, porque segundo o mesmo: "o sol é a estrela mais brilhante das estrelas incalculáveis no universo". E eventualmente acabou abandonando a ideia de fazer rap para se concentrar no canto.
Para sua estreia, o Big Bang lançou três álbuns singles que precederam o lançamento de seu primeiro álbum de estúdio, Big Bang Vol.1 - Since 2007 (2006), que incluiu a primeira canção solo de Taeyang intitulada "Ma Girl".

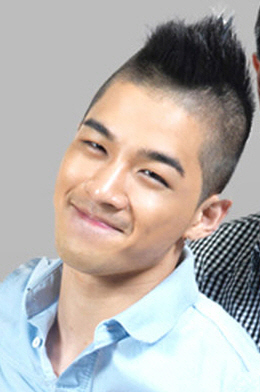
Taeyang em campanha publicitária de 2010.

Após lançar materiais com o Big Bang e contribuir para o álbum da cantora Lexy, Taeyang anunciou que iria lançar seu primeiro álbum solo em 2008. O projeto foi inicialmente previsto para o mês de setembro, no entanto foi adiado devido ao conflito de horários com seu grupo. Apesar disso, ele lançou em maio, um extended play (EP) intitulado Hot, que contou com uma equipe de produtores formada por Teddy Park, Yang Hyun-suk, Kush e G-Dragon. Em Hot, Taeyang incorporou outros estilos além do hip-hop produzido por seu grupo, adicionando canções de R&B, gênero no qual afirmou ser seu "foco principal". Ainda assim, ele expressou sua decepção com o EP, admitindo que não escreveu nenhuma de suas canções. Mais tarde, afirmou que iria fazê-lo no futuro, para expressar-se plenamente e incorporar os seus pensamentos e ideias em sua música. O EP produziu dois singles: "Only Look at Me" (hangul: 나만 바라 봐, rr: Naman Barabwa), uma canção escrita por Teddy Park e Kush e "Prayer" (hangul: 기도; rr: Gido), com participação de Teddy. Vídeos musicais foram filmados para ambos. Em apoio a Hot, Taeyang realizou a Hot Concert, seu primeiro concerto solo. Mais tarde, ele recebeu os prêmios de Melhor Canção R&B/Soul por "Only Look At Me" e de Melhor Álbum R&B/Soul por Hot no Korean Music Awards.

### 2009–2012: Lançamentos em formato digital eSolar
Durante a maior parte do ano de 2009, Taeyang passou contribuindo com as atividades promocionais de seu grupo e após elas encerrarem-se, ele voltou ao estúdio para gravar e lançar os singles digitais "Where U At" e "Wedding Dress", com este último alcançando a terceira posição de uma pesquisa online realizada por uma estação de rádio holandesa. Em 1 de julho de 2010, foi lançado seu primeiro álbum de estúdio intitulado Solar. O mesmo foi composto de duas edições, uma regular com onze faixas e uma deluxe com treze faixas e limitado a trinta mil cópias, que esgotaram-se em seu primeiro dia de vendas. Ambas as versões atingiram o topo da Gaon Album Chart. Os singles "I Need a Girl" e "I'll Be There" foram retirados de Solar, que posteriormente, foi o primeiro álbum de K-pop a ser lançado mundialmente no iTunes sob o nome de Solar International (2010), contendo três canções em versões em língua inglesa. Este lançamento, levou o álbum a posicionar-se na parada de Álbuns de R&B/Soul do mesmo, atingindo o topo no Canadá e de número dois nos Estados Unidos, o que rendeu a Taeyang o feito de tornar-se o primeiro artista asiático a entrar na referida parada. Mais tarde ele venceu o prêmio de Melhor Artista Masculino no Mnet Asian Music Awards e Seoul Music Awards.
Após o lançamento de Solar em 2010, Taeyang realizou atividades promocionais como membro do Big Bang por dois anos consecutivos. Quando as mesmas encerraram-se, ele focou-se na produção de seu segundo álbum de estúdio coreano.

### 2013–2016:Rise, primeira turnê mundial e colaborações

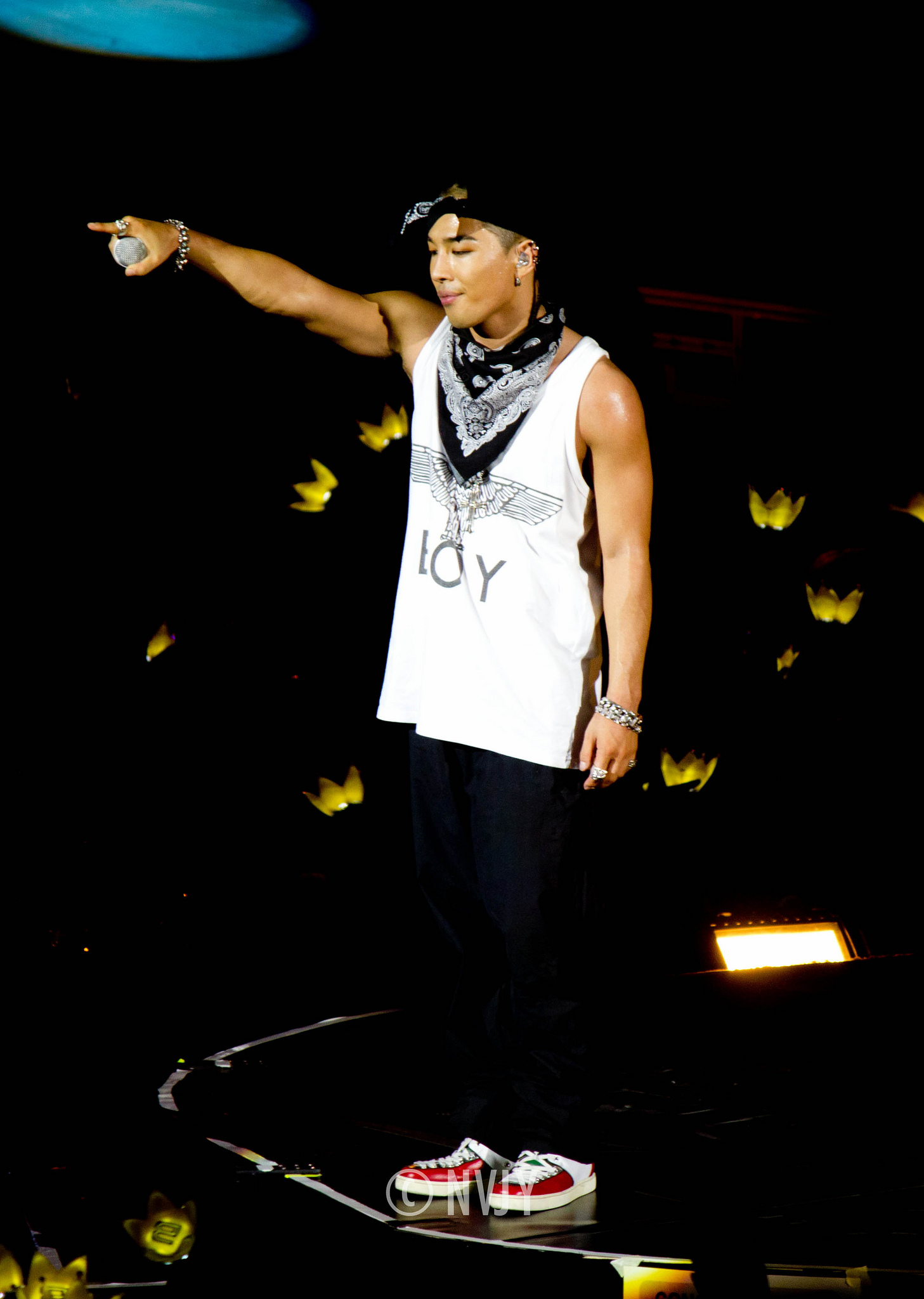
Taeyang apresentando-se na turnê Alive Galaxy Tour do Big Bang em 2012.

Em 2013, a fim de preceder o lançamento de seu segundo álbum de estúdio, Taeyang lançou o single "Ringa Linga" (hangul: 링가링가; rr: Ling-ga Ling-ga) em 13 de novembro sob formato digital, que atingiu a terceira posição pela estadunidense Billboard World Digital Songs e a sexta posição pela sul-coreana Gaon Digital Chart. Em 3 de junho de 2014, Taeyang lançou o álbum Rise, onde o mesmo envolveu-se fortemente em sua produção, produzindo seis de suas nove faixas. O álbum tornou-se o melhor posicionado de um solista coreano na Billboard 200, ao atingir a posição de número 112, com vendas de mais de três mil cópias nos Estados Unidos. Adicionalmente, Rise atingiu o topo da Billboard World Albums e Billboard Heatseekers Albums. Na Ásia, o mesmo posicionou-se em número um na Gaon Album Chart e em número dois na Oricon Albums Chart do Japão com vendas de 48.000 mil cópias. As canções "Eyes, Nose, Lips" e "1AM", foram os singles lançados de Rise, ambas atingiram as posições de número um e sete, respectivamente pela Gaon Digital Chart. Além disso, "Eyes, Nose, Lips" obteve grande desempenho de crítica e de público e tornou-se a canção de assinatura de Taeyang, a canção foi interpretada por diversos artistas, tanto coreanos cono internacionais, e levou-o a vencer os prêmios de Canção do Ano nas principais premiações sul-coreanas.
Para a promoção de Rise, Taeyang realizou a Rise World Tour, sua primeira turnê mundial, que visitou nove países em dezesseis cidades na Ásia, a partir de agosto de 2014. A turnê encerrou-se em março de 2015, com um público estimado em mais de cem mil pessoas. Em novembro de 2014, ele colaborou com G-Dragon em um novo projeto de hip hop da YG Entertainment, onde a dupla lançou a canção "Good Boy", que recebeu críticas positivas e posicionou-se em número um na Billboard World Digital Songs, tornando a dupla o terceiro artista coreano a alcançar tal feito. Durante o ano de 2015, Taeyang dedicou-se as atividades promocionais do Big Bang, adicionalmente, ele ainda realizou uma participação no festival de música realizado pelo programa Infinite Challenge da MBC, formando uma equipe com G-Dragon e o cantor Kwanghee. O trio lançou a canção "Mapsosa", que atingiu a segunda posição na Gaon Digital Chart. No mesmo ano, Taeyang realizou uma participação na canção "Fear", de seu companheiro de gravadora Song Min-ho e apresentou-se com o mesmo durante o programa Show Me The Money da Mnet. O single tornou-se um dos mais vendidos do ano na Coreia do Sul. Durante todo o ano de 2016, Taeyang prosseguiu com as atividades promocionais do Big Bang.

### 2017–presente:White Night, segunda turnê mundial e serviço militar obrigatório
Em janeiro de 2017, a YG Entertainment anunciou que Taeyang estava trabalhando em um novo álbum a ser lançado no primeiro semestre do ano. Em julho ele iniciou sua segunda turnê mundial, a White Night World Tour, com apresentações no Japão. Seu terceiro álbum de estúdio, White Night, foi lançado em 16 de agosto de 2017, contendo os singles "Darling" e "Wake Me Up", que atingiram as posições de número nove e cinco, respectivamente na Gaon Digital Chart e Billboard World Digital Songs. White Night permaneceu por duas semanas consecutivas no topo da Billboard World Albums, tornando Taeyang o segundo solista de K-pop a conquistar tal feito. Em 29 de outubro, ele encerrou sua turnê mundial, que visitou 23 cidades em doze países da Ásia e América do Norte. No mesmo mês, tornou-se jurado do programa de sobrevivência Mix Nine da JTBC, e posteriormente integrou o programa Livin' the Double Life da tvN. Ainda em 2017, Taeyang recebeu a nomeação de embaixador honorário dos Jogos Olímpicos de Inverno de 2018 em Pyeongchang, em uma cerimônia realizada em 21 de junho. Ele compôs a canção "Louder" especificamente para o evento. A faixa foi apresentada pela primeira vez em 1 de novembro durante a cerimonia de revezamento da tocha olímpica, e lançada oficialmente em 10 de janeiro de 2018..
Em 12 de março de 2018, Taeyang iniciou seu serviço militar obrigatório na 6ª Divisão de Infantaria em Cheorwon, na província de Gangwon, como um soldado do serviço ativo. Em 10 de novembro de 2019, ele foi oficialmente dispensado do serviço militar obrigatório, ao lado de seu companheiro de Big Bang, Daesung.

## Características artísticas

### Estilo musical e influências
Por intermédio de seu irmão mais velho, Taeyang conheceu a música pop aos seis anos de idade, através da música do cantor estadunidense Michael Jackson, desde então, desenvolveu seu interesse musical influenciado principalmente por gêneros como soul e R&B. Para a Billboard o cantor é "uma das raras estrelas de R&B da Coreia do Sul". E apesar dele ter se tornado principalmente um cantor e dançarino do referido gênero, Taeyang também é conhecido por difundir outros gêneros musicais em seus álbuns como o hip hop, soul e EDM misturados ao R&B. Para a revista Dazed, seu som absorve um "estilo de influências do punk ao rap, germinando do R&B alternativo atual para sua música pop nativa e hipersônica", enquanto o Allmusic descreve seu material como "sagaz, um hip hop com sabor de pop".
Em seu segundo álbum de estúdio, Rise (2014), ele realizou uma mistura de gêneros indo do R&B e hip hop para a música eletrônica, balada e rock, tendo sido influenciado pelo rappper estadunidense Kanye West. Taeyang lista como suas maiores influências musicais os cantores Miguel, Frank Ocean, The Weeknd e Michael Jackson. Liricamente, é conhecido como um "especialista em canções sobre o amor". Seu primeiro single, "Only Look at Me", narra um relacionamento egoísta, enquanto em "I Need a Girl" descreve sobre seu tipo ideal.

### Voz e apresentações ao vivo
A voz de Taeyang é frequentemente elogiada por seu tom. O crítico coreano Kim Young-dae descreveu seu timbre como "luxuoso e único, que você não podia encontrar antes dele", observando que "em vez de ter uma aura mecanicamente treinada e fria como os outros ídolos costumam exibir, ele tem um alcance emocional caloroso e completo". Em 2015, foi eleito o terceiro melhor vocalista de K-pop por profissionais da indústria da música.
Sua atuação no palco foi descrita como sendo feroz e de um "felino" pelo crítico Jon Caramanica do The New York Times. Taeyang foi comparado como tendo os "movimentos de Chris Brown [e] os vocais suaves de Miguel". Natasha A. Zachariah do The Straits Times, destacou sua proeza vocal e seu sex appeal "como os melhores traços de suas apresentações" e afirmou que seus movimentos de estilo livre mostram "por que ele é muitas vezes coroado como o rei da dança no K-pop".

## Prêmios e reconhecimento
Ao longo de sua carreira, Taeyang possui vendas de cerca de dez milhões, tornando-o um dos artistas de R&B sul-coreanos mais vendidos. Por suas contribuições à cultura pop, em 23 de novembro de 2010, foi homenageado durante a Premiação de Cultura Pop e Artes da Coreia, realizada pelo Ministério da Cultura, Esportes e Turismo da Coreia do Sul. Em 2017, foi designado a embaixador honorário dos Jogos Olímpicos de Inverno de 2018 em Pyeongchang, sendo um dos artistas da onda coreana encarregados de exaltar as virtudes de seu país para o mundo.
Com o lançamento de seu primeiro álbum de estúdio coreano, Solar (2010), o mesmo converteu-se no primeiro lançamento de K-pop a ser vendido mundialmente no iTunes como um álbum de áudio e vídeo, lançados respectivamente em 19 de agosto e 10 de setembro de 2010. Seu segundo álbum de estúdio Rise (2014), se transformou no álbum mais bem posicionado de um solista coreano na parada Billboard 200. Taeyang venceu dois prêmio no Golden Disc Awards, três Korean Music Awards, incluindo de Músico Masculino do Ano por Voto de internautas em 2011, três Melon Music Awards e quatro Mnet Asian Music Awards. Sua canção "Eyes, Nose, Lips" lançada em 2014, venceu o prêmio de Canção do Ano, em todas as principais premiações sul-coreanas, incluindo Gaon Chart Music Awards, Golden Disc Awards, Melon Music Awards e Mnet Asian Music Awards, tornando Taeyang o primeiro cantor de R&B a fazê-lo.

## Publicidade e filantropia
Em 2017, Taeyang se uniu a fabricante de automóveis Lexus, tornando-se o embaixador coreano da marca. Ele compôs a canção promocional "So Good", lançada em maio, a fim de promover sua nova linha de automóveis. No mesmo ano, realizou uma parceria com a casa de moda italiana Fendi, para lançar uma coleção exclusiva intitulada "Fendi for Taeyang". A linha de produtos incluiu camisetas, moletons, jaquetas, acessórios e tênis com a sua assinatura.
Tanto Taeyang quanto seus fãs, realizam ações de filantropia, em 2010 parte de sua renda relacionada a álbuns, produtos, vendas de ingressos e de música digital foram doados como parte da campanha intitulada With da YG Entertainment. Em 15 de maio de 2014, seus fãs doaram em seu nome, cerca de  $ 5,180 dólares para a The May 18 Memorial Foundation, em comemoração a seu aniversário. No ano seguinte, eles doaram poços para ajudar a fornecer água limpa às comunidades do Camboja e Myanmar no Sudeste Asiático, ato realizado por três anos consecutivos, através da organização internacional Worldshare.

## Vida pessoal
Taeyang ingressou na Universidade Daejin em 2008 no departamento de Teatro e Cinema, mais tarde em 2016, concluiu pela mesma seu mestrado em Produção de Performances e Imagens, apresentando sua tese sobre a influência da turnê Made World Tour do Big Bang, na sustentabilidade da onda coreana. Ele é um cristão devoto e possui múltiplas tatuagens inspirada pela fé, localizadas em suas costas, ombros e costelas.
Em 2013 iniciou um relacionamento com a atriz Min Hyo-rin. Em dezembro de 2017, através de suas respectivas agências, ambos anunciaram oficialmente seu casamento, que ocorreu em 3 de fevereiro de 2018, em uma cerimônia privada e oficializada pelo ator Ki Tae-young.

## Discografia
Extended plays (EPs)
- Hot (2008)

Álbuns de estúdio
- Solar (2010)
- Rise (2014)
- White Night (2017)

## Turnês e concertos
- Hot Concert (2008)
- Solar Concert (2010)
- Rise World Tour (2014–2015)
- White Night World Tour (2017)

## Filmografia

### Filmes
| Ano  | Título        | Papel     | Notas        |
| ---- | ------------- | --------- | ------------ |
| 2001 | Besame Mucho  | -         | Participação |
| 2016 | Big Bang Made | Ele mesmo | Documentário |

### Programas de variedades
| Ano       | Emissora | Título                              | Função                | Notas                                            |
| --------- | -------- | ----------------------------------- | --------------------- | ------------------------------------------------ |
| 2013      | KBS2     | You Hee-yeol's Sketchbook           | Convidado             | episódio 210, com Joo Won e Go! Dandy Boy        |
| 2013      | SBS      | Running Man                         | Participação especial | episódio 156, com 2NE1                           |
| 2014      | KBS2     | You Hee-yeol's Sketchbook           | Convidado             | episódio 233, com Lee Seung-chul e Gummy         |
| 2015      | MBC      | Infinite Challenge                  | Convidado             | com G-Dragon, Kwanghee e outros                  |
| 2015      | Mnet     | Show Me the Money 4                 | Participação especial | colaboração com Song Min-ho                      |
| 2015      | JTBC     | Please Take Care of My Refrigerator | Convidado             | episódios 42 e 43, com G-Dragon                  |
| 2016      | SBS      | Fantastic Duo                       | Convidado             | episódios 1 e 2, com Im Chang-jung e Lee Sun-hee |
| 2017      | MBC      | I Live Alone                        | Convidado             | episódios 218 e 219, com Seungri e Daesung       |
| 2017      | MBC      | Oppa thinking                       | Convidado             | episódio 15, com Kim Heung-gook                  |
| 2017      | JTBC     | Knowing Bros                        | Convidado             | episódio 90, com Song Min-ho                     |
| 2017      | SBS      | Fantastic Duo                       | Convidado             | episódios 23 e 24, com Baek Ji-young             |
| 2017      | JTBC     | Mix Nine                            | Jurado                | com Seungri, Zion.T e outros                     |
| 2017–2018 | tvN      | Livin' the Double Life              | Membro                | com CL e Oh Hyuk                                 |

### Aparições em vídeos musicais
| Ano  | Título da canção     | Artista       |
| ---- | -------------------- | ------------- |
| 2001 | "A-yo"               | Jinusean      |
| 2003 | "Hot"                | 1TYM          |
| 2010 | "High High"          | GD&TOP        |
| 2010 | "Fall in Love"       | Thelma Aoyama |
| 2011 | "Tomorrow"           | Tablo         |
| 2012 | "One of a Kind"      | G-Dragon      |
| 2012 | "Michigo"            | G-Dragon      |
| 2013 | "The Baddest Female" | CL            |